# Glenea cyanipennis
Glenea cyanipennis là một loài bọ cánh cứng trong họ Cerambycidae.